# 이졸라

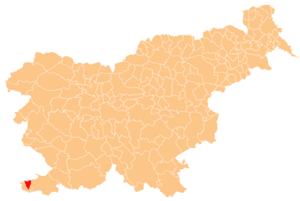
이졸라의 위치

이졸라(슬로베니아어: Izola, 이탈리아어: Isola d'Istria 이솔라디스트리아[*])는 슬로베니아 남서부에 위치한 항구 도시로, 면적은 28.6km2, 인구는 14,549명(2002년 기준), 인구밀도는 508.7명/km2이다. 이스트라반도의 아드리아해 연안 지역과 접하며 도시 이름은 이탈리아어로 섬을 뜻하는 단어인 "이솔라"(Isola)에서 유래된 이름이다.